# Каменка (Удомельский район)
Ка́менка — деревня в Удомельском городском округе Тверской области России.

## География
Деревня находится в северной части Тверской области на расстоянии приблизительно 4 км на северо-запад по прямой от железнодорожного вокзала города Удомля в 1 км западнее озера Песьво и в 1 км севернее железной дороги Бологое-Рыбинск.

## История
Деревня была известна с 1859 года, когда была владением помещика Бровцина. Здесь было учтено дворов (хозяйств) 7 (1859 год), 13 (1886), 16 (1911), 19 (1958), 15 (1986), 17 (2000). В советский период истории здесь действовали колхозы «Красный Ударник» им. Мичурина, позднее АО «Сезам». До 2015 года входила в состав Порожкинского сельского поселения до упразднения последнего. С 2015 года в составе Удомельского городского округа.

## Население
Численность населения: 46 человек (1859 год), 76 (1886), 118 (1911), 63 (1958), 24 (1986), 30 (русские 87 %) в 2002 году, 26 в 2010.